# Fumi Hirano
Fumi Hirano (平野 文, Hirano Fumi) est une seiyū et essayiste japonaise née le 23 avril 1955 à Tokyo au Japon. Elle est surtout connue pour avoir exprimé Lum Invader (en) dans l'anime Urusei Yatsura. Elle est affiliée à Aoni Production.

## Filmographie

### TV
- Akūdaisensaku Scramble (Sexy / Dūrī)
- Anime Himitsu no Hanazono (en) (Camilla)
- Sous le signe des Mousquetaires (Miredi)
- Blue Comet SPT Layzner (en) (Simone)
- Kikōkai Garian (en) (Hirumuka)
- Infinite Stratos (Squall Meusel)
- Mobile Suit Gundam SEED (Aisha in Special Edition)
- One Piece (Mother Carmel)
- Pro Golfer Sar (Benihachi)
- Rinne (Sakura's mother)
- Rumic Theater (en) (Kanna)
- Stop !! Hibari-kun ! (Tsugumi Ōzora)
- Tokyo Ravens (Miyo Kurahashi)
- Tsuritama (Kate)
- Urusei Yatsura (Lum Invader)

### Films
- Edgar de la Cambriole : L'Or de Babylone (Caramel)
- The Garden of Words (mère de Takao)
- Talulu le magicien
- Détective Conan : Le Requiem des détectives (Reiko)
- Urusei Yatsura series (Lum Invader)
- Dareka no Manazashi (narrateur)

### OAV
- Ariel (Simone Trefan)
- Legend of the Galactic Heroes (Dominique Saint-Pierre)
- M.D. Geist (Vaiya in the Director's Cut)
- Outlanders (en) (Kahm)
- Shōchū-hai Lemon Love 30s  Ame ni Nurete mo
- Urusei Yatsura (Lum Invader)
- Est-ce un zombie ? (Eucliwood Hellscythe)

### Jeux vidéo
- Injustice : Les dieux sont parmi nous (Catwoman)